# Food Lion

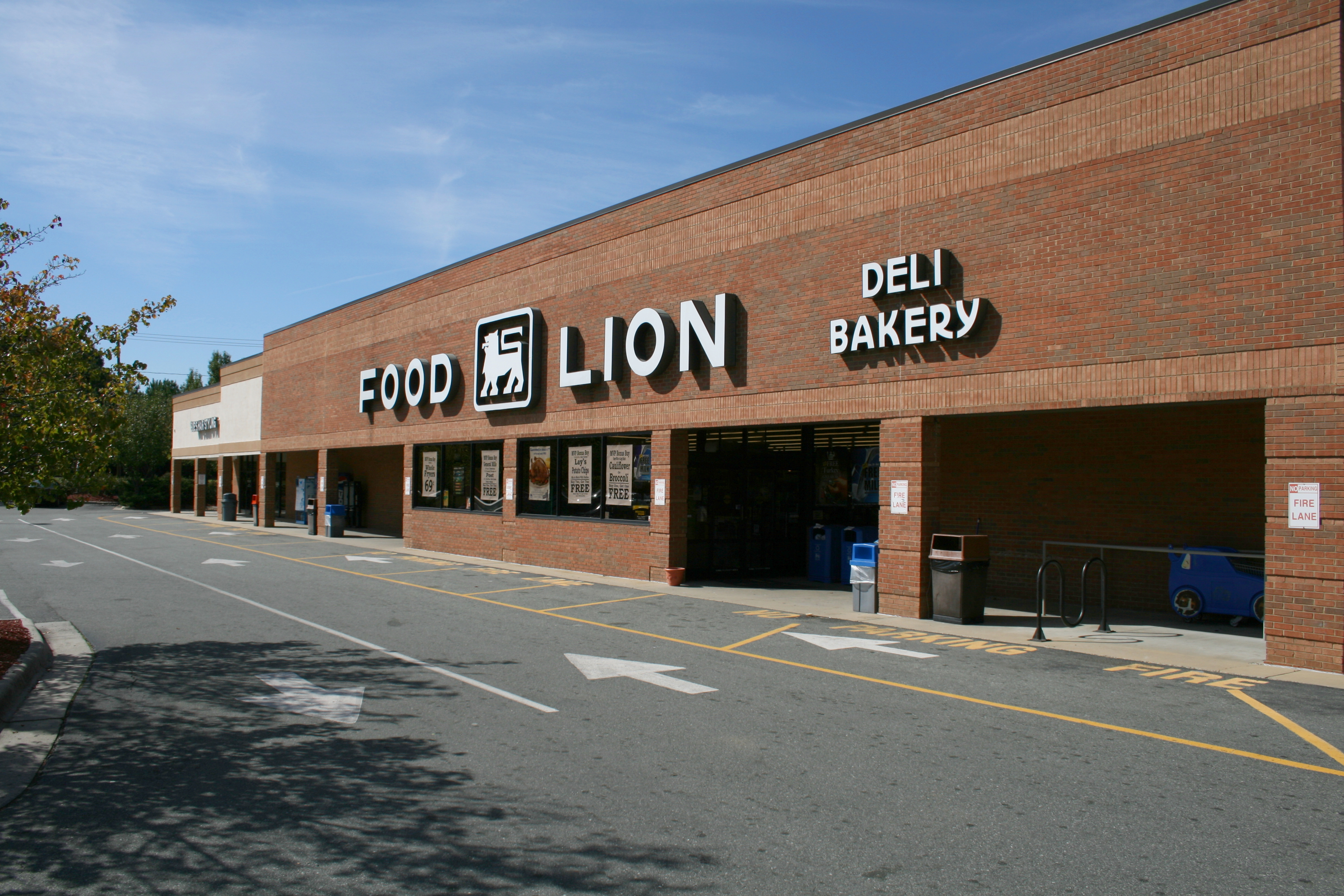
Una tienda de Food Lion en Durham, Carolina del Norte

Food Lion LLC es una cadena de supermercados de Estados Unidos. Tiene su sede en Salisbury, Carolina del Norte. Es una filial de la empresa Delhaize Group. A partir de 2011, Food Lion y sus filiales (Bloom, Bottom Dollar Food, Harveys, y Reid's) tenían más de 1.100 supermercados.